# Pierre Saint-Jean
Pierre Saint-Jean, també anomenat Pierre St.-Jean o Pierre St. Jean, (Montreal, Quebec, 28 de març de 1943) és un aixecador quebequès, ja retirat, conegut per realitzar el Jurament Olímpic als Jocs Olímpics d'Estiu de 1976.

## Carrera esportiva
Va participar, als 21 anys, als Jocs Olímpics d'Estiu de 1964 realitzats a Tòquio (Japó), on en la prova de pes mitjà (-75 kg.), on finalitzà en 13a posició. Posteriorment participà també en els Jocs Olímpics d'Estiu de 1968 celebrats a Ciutat de Mèxic (Mèxic), on finalitzà desè en la prova de pes lleuger-pesant (-82.5 kg.) Absent dels Jocs Olímpics d'Estiu de 1972 realitzats a Múnic (Alemanya Occidental) participà en els Jocs Olímpics d'Estiu de 1976 realitzats a Montreal (Quebec), la seva ciutat natal, on fou l'encarregat de realitzar el jurament olímpic en la cerimònia inaugural per part dels atletes.